# Arbiter elegantiae

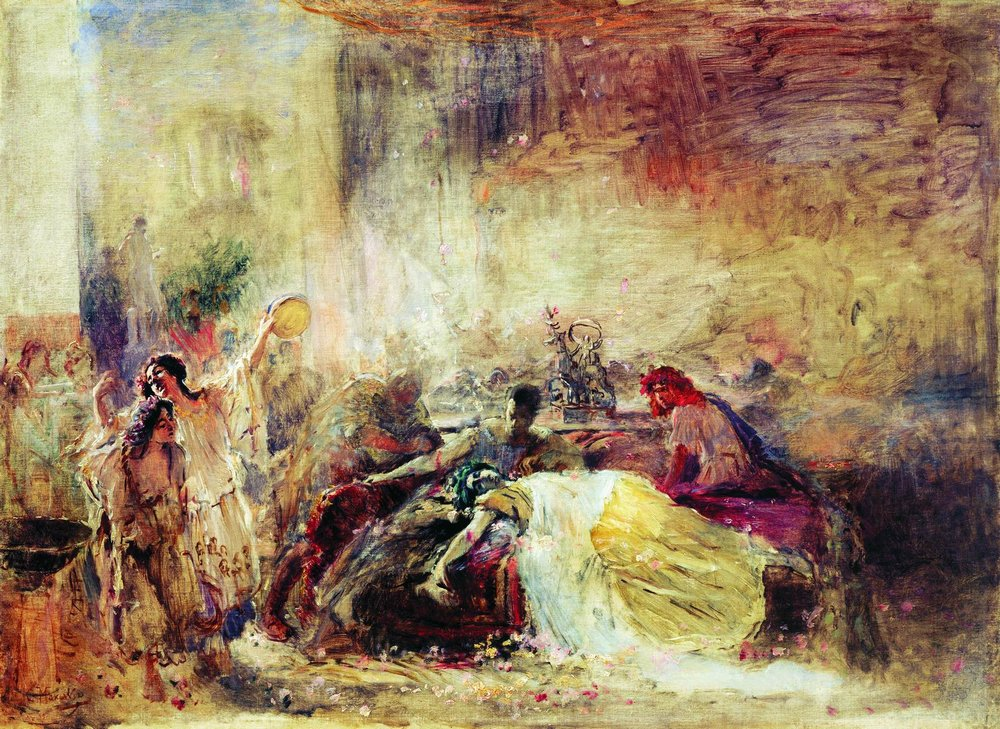
Картина Маковского «Смерть Петрония» — arbiter elegantiae времён Нерона

Arbiter elegantiae (arbiter elegantiarum) — латинское крылатое выражение. Дословно переводится как арбитр изящества. Так называют человека, который считается общепризнанным авторитетом в вопросах моды и вкуса, хороших манер и поведения в обществе. Русский аналог — законодатель мод.
Выражение впервые встречается у Тацита. Она относится к писателю-сатирику Петронию по прозвищу Арбитр, автора романа «Сатирикон».

Возвратившись к порочной жизни или, быть может, лишь притворно предаваясь порокам он был принят в тесный круг наиболее доверенных приближённых Нерона и сделался в нём законодателем изящного вкуса (лат. arbiter elegantiae), так что Нерон стал считать приятным и исполненным пленительной роскоши только то, что было одобрено Петронием.

Пример цитирования:

Он [Дориан Грей] желал играть роль более значительную, чем простой arbiter elegantiarum, у которого спрашивают совета, […] как завязать галстук или носить трость. Он мечтал создать новую философию жизни […] и высший смысл видел в одухотворении чувств и ощущений.